# Malta nos Jogos Olímpicos de Verão de 1980
Malta competiu nos Jogos Olímpicos de Verão de 1980 em Moscou, União Soviética.

## Resultados por Evento

### Tiro com arco
Na sua primeira competição olímpica de Tiro com arco, Malta enviou 1 homem e 1 mulher. Eles terminaram em último e penúltimo em suas divisões, respectivamente.
Feminino:
- Joanna Agius - 2119 pontos (28º lugar)

Masculino:
- Leo Portelli - 1807 pontos (38º lugar)